# 陳昭姿
陳昭姿（1956年9月3日—），中華民國政治人物，現任立法委員、對中政策跨國議會聯盟共同主席，台灣民眾黨籍。出身于臺北市，國立臺灣大學醫學院藥學系畢業後擔任藥師，是代理孕母解禁推動者，曾任台灣北社社長、一邊一國行動黨發言人、藥害救濟基金會董事長；2023年11月，陳昭姿受邀列入民眾黨不分區立法委員名單（排名第三），翌年1月成功當選。

## 個人背景
陳昭姿出生於台灣台北市，求學時期先於台灣大學藥學系取得學士學位，而後赴加州大學舊金山分校、慶應大學醫院進修2年，返台後任職台大醫院藥品諮詢中心藥師約十年，1990年任職和信治癌中心醫院藥劑科主任。
陳昭姿是先天性子宮發育不全的患者，從15歲就得知自己無法懷孕，因此拒絕任何異性的追求；她的丈夫是台北醫院肝膽腸胃科醫師郭長豐，婚後受到郭長豐的鼓勵，成為代理孕母解禁推動者，希望台灣能像英國及美國部分州開放代理孕母。
除藥師工作外，陳昭姿積極參與台灣獨立運動，建國黨創黨黨主席李鎮源是她的老師。1992年成為台灣醫界聯盟創社社員，2000年擔任台灣北社社員2年，而後成為台灣北社副社長、秘書長及社長。2012年擔任陳水扁民間醫療小組召集人，時任成員柯文哲亦是受她邀請而加入。

## 政治參與

### 一邊一國行動黨
2007年5月7日，2007年民主進步黨總統提名選舉結果謝長廷勝選，台灣社聲明，陳昭姿辭去台灣社社務委員及台灣北社副社長。2012年2月19日，陳昭姿透露，台灣社日前舉行幹部會議，與會者同意「台獨市場至少還有百分之二十」，「兩岸政策向國民黨靠攏的民進黨，將如同山寨版的國民黨」。2015年，一邊一國行動聯盟成立，是一邊一國行動黨前身，理事長為陳昭姿。
2019年11月22日，一邊一國行動黨公布2020年第10屆不分區立委提名名單，陳昭姿名列第1名。一邊一國行動黨提出發放老農、老人、育兒津貼；司法改革陪審制並建立法官退場機制；降低菸稅、設置公共吸菸室等共同政見。選舉結果，一邊一國行動黨政黨得票率為1.02%，未能跨越5%門檻，無法分配到不分區立委席次。2020年1月14日，陳昭姿與郭長豐（時任一邊一國行動黨志工長）發表聲明，宣布追隨陳水扁一同退黨。

### 人工生殖法
2020年5月1日，由民進黨立委吳秉叡提案修正的《人工生殖法》修正草案，於立法院完成一讀程序；修正草案給與實施代孕生殖的法理依據，包括適用情況、限制條件、代孕保障，以及代孕後規範等。陳昭姿得知完成一讀程序後表示：「像是重大冤屈被平反的感覺。」

### 台灣民眾黨
2023年11月22日，陳昭姿確定成為台灣民眾黨不分區立法委員提名人第3名，並成功當選，同時出任民眾黨團幹事長。之後，因院長選舉廢票惹議，旋即辭去幹事長職務，不過於2025年2月再次出任幹事長一職。

### 國際組織
2024年，對中政策跨國議會聯盟於其年會上宣布台灣入會，而陳為台灣的共同主席之一。

## 新聞事件
- 2024年2月1日，第11屆立法院開議，同日舉行正、副院長選舉。陳昭姿在院長選舉時，不慎將選票他處沾上印泥，遭認定其投下廢票。隔日，陳為此致歉，並請辭幹事長[24]，而民眾黨也因此停止其中央委員職權2個月[25]。

- 2024年12月，陳昭姿接受記者訪問關於對代理孕母看法時，將聖母瑪利亞比擬為代理孕母。有關說法引起基督宗教人士不滿，認為有關說法是褻瀆信仰。為此，陳透過臉書致歉。[26]

- 2025年3月，柯文哲受羈押後出現血尿、嘔吐症狀，甚至因此戒護就醫。為此，陳聯繫柯的往昔老師謝炎堯參與記者會解釋與推測與柯的症狀有關的疾病與建議，之後亦組成醫療小組。[27]

- 2025年4月，泰爾茂因不滿於其外科封合凝膠的健保給付而退出台灣市場[28]。為此，時任衛生福利部次長的林靜儀於臉書上對該醫材的價格以及健保點數表示看法，而陳昭姿則質疑林的比較基準[29]。

- 2025年6月3日，陳以對中政策跨國議會聯盟的台灣共同主席[30]的身分，錄製影片悼念六四天安門事件的受難者並發表於其臉書頁面。

- 2025年6月9日，陳於立法院指出大法官已宣布健保資料庫因欠缺個人資料的監督機制而違憲，然而行政院為此提出全民健康保險資料管理條例草案中，規畫健保資料諮議會隸屬於衛福部與健保署，無法說服陳認為其足以獨立審議。陳因此主張將個資會也加入監督機制。[31]

## 選舉紀錄
| 年度 | 選舉屆數             | 選舉區                                 | 所屬政黨          | 得票數    | 得票率 | 當選標記 |
| ---- | -------------------- | -------------------------------------- | ----------------- | --------- | ------ | -------- |
| 2020 | 第十屆立法委員選舉   | 全國不分區及僑居國外國民立法委員選舉區 | TA 一邊一國行動黨 | 143,617   | 1.01%  |          |
| 2024 | 第十一屆立法委員選舉 | 全國不分區及僑居國外國民立法委員選舉區 | 臺灣民眾黨        | 3,040,615 | 22.07% |          |

## 外部連結
- 陳昭姿的Facebook專頁
- 陳昭姿的Instagram帳戶
- YouTube上的陳昭姿頻道